# 野﨑まど
野﨑 まど（のざき まど、1979年 - ）は、日本の小説家。

## 経歴・人物
東京都墨田区生まれ。麻布大学獣医学部卒業。大学時代には漫画やイラストを描いており、Adobe Flashを使った動画作品をコミックマーケットに出展したこともある。大学卒業後の2年間ほどは同人誌で収入を得ていた。2009年、投稿作「[映] アムリタ」で、第16回電撃小説大賞の一部門として新設された「メディアワークス文庫賞」の最初の受賞者となる（有間カオルと同時受賞）。2013年の『know』は第34回日本SF大賞候補作品となった。2021年、『タイタン』で第42回吉川英治文学新人賞候補。2025年、『小説』が第22回本屋大賞にノミネートされ、3位を獲得した。
覆面作家であり素顔は非公表。『小説』のサイン会を行った際には顔が隠れる鬘を着用していた。

## 著作リスト

### 単行本
- 『[映] アムリタ』（2009年12月 メディアワークス文庫[9] / 2019年9月 メディアワークス文庫【新装版】[10]）イラスト：森井しづき
  - 第16回電撃小説大賞メディアワークス文庫賞受賞作
- 『舞面真面とお面の女』（2010年4月 メディアワークス文庫[11] / 2019年9月 メディアワークス文庫【新装版】[12]）イラスト：どまそ、森井しづき（新装版）
- 『死なない生徒殺人事件 ～識別組子とさまよえる不死～』（2010年10月 メディアワークス文庫[13] / 2019年10月 メディアワークス文庫【新装版】[14]）イラスト：hakus、森井しづき（新装版）
- 『小説家の作り方』（2011年3月 メディアワークス文庫[15] / 2019年10月 メディアワークス文庫【新装版】[16]）イラスト：森井しづき（新装版）
- 『パーフェクトフレンド』（2011年8月 メディアワークス文庫[17] / 2019年11月 メディアワークス文庫【新装版】[18]）イラスト：kashmir、森井しづき（新装版）
- 『2』（2012年8月 メディアワークス文庫[19] / 2019年11月 メディアワークス文庫【新装版】[20]）イラスト：森井しづき（新装版）
- 『独創短編シリーズ 野崎まど劇場』（2012年11月 電撃文庫[21]）イラスト：森井しづき
  - 『電撃文庫MAGAZINE』Vol.13 - Vol.27、『電撃文庫公式海賊本 電撃"にせ"ん』収録作品ほか、書き下ろし
- 『なにかのご縁 ゆかりくん、白いうさぎと縁を見る』（2013年4月 メディアワークス文庫[22]）イラスト：戸部淑
- 『know』（2013年7月 ハヤカワ文庫JA[23]）イラスト：シライシユウコ
  - 2013年、第34回日本SF大賞候補
- 『ファンタジスタドール イヴ』（2013年9月 ハヤカワ文庫JA[24]） 
  - アニメ『ファンタジスタドール』の外伝
- 『なにかのご縁2 ゆかりくん、碧い瞳と縁を追う』（2014年4月 メディアワークス文庫[25]）イラスト：戸部淑
- 『独創短編シリーズ2 野崎まど劇場(笑)』（2015年2月 電撃文庫[26]）イラスト：森井しづき、一部U35が担当
  - 『電撃文庫MAGAZINE』Vol.29 - Vol.34、Vol.36 - Vol.41収録作品ほか、書き下ろし
  - 電子書籍版のみ「参上！ 次元捜査官！ 〜恋のイジゲン♡マジック〜」「『参上！ 次元捜査官！ 〜恋のイジゲン♡マジック〜』低次元人のための《次元超越版》」を収録
- 『バビロンI ―女―』（2015年10月 講談社タイガ[27]）イラスト：ざいん
- 『バビロンII ―死―』（2016年7月 講談社タイガ[28]）イラスト：ざいん
- 『バビロンIII ―終―』（2017年11月 講談社タイガ[29]）イラスト：ざいん
- 『HELLO WORLD』（2019年6月 集英社文庫[30]）
  - 脚本を担当したアニメ映画の小説版
- 『タイタン』（2020年4月 講談社[31] / 2023年1月 講談社タイガ[32]）イラスト：宇木敦哉（講談社タイガ）
  - 初出：『メフィスト』2019 VOL.1、2019 VOL.2、2020 VOL.1
- 『小説』（2024年11月 講談社[33]）
  - 初出：『小説現代』2024年10月号

### 雑誌等発表作品
フィクション
- 「野﨑まど劇場」： 『電撃文庫MAGAZINE』Vol.13 - Vol.66（2010年4月 - 2019年2月 KADOKAWA）
- 「笑顔1/5」：『電撃スマイル文庫 つなげよう！ 希望の絆!!』（2011年12月 アスキー・メディアワークス）
- 「2（*1）」：『2』刊行に際してメディアワークス文庫公式サイトにて掲載されたウェブ書き下ろし小説（2012年）
- 「ミラクル書評！ ペタペタトーン貼り小説家」：『小説現代』2014年1月号（2013年12月 講談社）
- 「第五の地平」： 『NOVA+ バベル: 書き下ろし日本SFコレクション』（2014年10月 河出文庫[34]）
  - 『誤解するカド ファーストコンタクトSF傑作選』（2017年4月 ハヤカワ文庫JA[35]） に再録
  - 『2010年代SF傑作選 2』（2020年2月 ハヤカワ文庫JA[36]、編：伴名練、大森望） に再録
- 「インタビュウ」： 『年刊日本SF傑作選 アステロイドツリーの彼方へ』（2016年6月 創元SF文庫[37]）
- 「精神構造相関性物理剛性」： 『S-Fマガジン』2017年4月号（2017年2月 早川書房）
  - 『短篇ベストコレクション 現代の小説 2018』[38]（2018年6月 徳間文庫）に再録
- 「乱暴な安全装置 -涙の接続者支援箱-」： 『BLAME! THE ANTHOLOGY』（2017年5月 ハヤカワ文庫JA[39]）
- 「遥か先」：「HELLO WORLD」公式noteにて公開[40]（2019年10月31日）
  - 「HELLO WORLD」Blu-rayスペシャル・エディション封入特典として再録（2020年4月）
- 「遥か 遥か先」：「HELLO WORLD」Blu-rayスペシャル・エディション封入特典（2020年4月）
- 「欺瞞」：『NOVA』2021年夏号（2021年4月 河出文庫[41]）
- 「皇帝」：『STORY BOX』2021年12月号（2021年11月 小学館）
  - 『超短編！ 大どんでん返しSpecial』（2023年12月 小学館文庫[42]）に再録
- 「バベルの一六階」：同人誌『シンデレラガールズトリビュートVI BABEL』（2021年12月）
- 「カド -ゴ-」：Webメディア『Febri』[43]（2022年6月）
- 「わたしのかきかた」：『S-Fマガジン』2023年2月号（2022年12月 早川書房）絵：深津貴之
- 「智慧練糸」：『AIとSF』（2023年5月 ハヤカワ文庫JA）
- 「雪風の密室」：『小説現代』2024年10月号（2024年9月 講談社）
- 「山羊と七枚」：『GOAT』第1号（2024年11月 小学館）
- 「GOAT忍法帖」：『GOAT』Summer 2025（2025年6月 小学館）

エッセイなど
- 「モゾモゾするもの、みつけた」：メディアワークス文庫公式サイトにて掲載されていたエッセイ（2010年）
- 「DOKIDOKIぷりてぃリーグ」：メディアワークス文庫公式サイトの『第6回 リレーエッセイ ドキドキするもの、みつけたとき。』にて掲載されていたエッセイ（2011年）
- 「秋のパン祭り！」：メディアワークス文庫公式サイト『四季折々』と刊行情報チラシ『HeadLine』に掲載されていたエッセイ（2014年）
- 「二〇一八年のわたし」：『SFが読みたい! 2018年版』（2018年2月 早川書房）
- 「百人のカレー食う音やカレー記念日」：『小説BOC 9（2018年春）』（2018年4月 中央公論新社[44]）
- 「二〇一九年のわたし」：『SFが読みたい！ 2019年版』（2019年2月 早川書房）
- 「枕草子六百七段 ことばをしたたむるは」：『アニメージュ』VOL.496（2019年9月 徳間書店）
- 「二〇二〇年のわたし」：『SFが読みたい！ 2020年版』（2020年2月 早川書房）
- 「二〇二一年のわたし」：『SFが読みたい！ 2021年版』（2021年2月 早川書房）
- 「二〇二二年のわたし」：『SFが読みたい！ 2022年版』（2022年2月 早川書房）
- 「二〇二三年のわたし」：『SFが読みたい！ 2023年版』（2023年2月 早川書房）
- 「私の必需品＊外出を楽しく！ おでかけに持っていきたいアイテム7選」：『紙魚の手帖』VOL.12（東京創元社、2023年8月）

### 脚本
- 正解するカド（テレビアニメ、東映アニメーション制作、2017年4月放送）[45][46]
- HELLO WORLD（劇場アニメ、グラフィニカ制作、2019年9月公開）[47][48]

### アンソロジー編纂
- 『誤解するカド ファーストコンタクトSF傑作選』（ハヤカワ文庫JA 2017年4月[35]）共編：大森望